# Campionati del mondo di corsa in montagna 2006
I Campionati del mondo di corsa in montagna 2006 si sono disputati a Bursa-Uludag, in Turchia, il 10 settembre 2006 sotto il nome di "World Trophy". Il titolo maschile è stato vinto da Rolando Ortiz, quello femminile da Andrea Mayr.

## Uomini Seniores
Individuale
| Pos.    | Atleta            | Nazione       | Tempo  |
| ------- | ----------------- | ------------- | ------ |
| Oro     | Rolando Ortiz     | Colombia      | 56'16" |
| Argento | Jonathan Wyatt    | Nuova Zelanda | 56'22" |
| Bronzo  | Tesfay Felfele    | Eritrea       | 56'39" |
| 4       | Selahattin Selcuk | Turchia       | 57'11" |
| 5       | Marco De Gasperi  | Italia        | 58'20" |
| 6       | Marco Gaiardo     | Italia        | 58'35" |
| 7       | Ahmet Arslan      | Turchia       | 58'46" |
| 8       | Maekele Tedese    | Eritrea       | 58'54" |
| 9       | Fkre Andebrhan    | Eritrea       | 59'13" |
| 10      | Simon Gutierrez   | Stati Uniti   | 59'21" |

Squadre
| Pos.    | Squadra | Punti |
| ------- | ------- | ----- |
| Oro     | Eritrea | 37    |
| Argento | Italia  | 44    |
| Bronzo  | Turchia | 62    |

## Uomini Juniores
Individuale
| Pos.    | Atleta             | Nazione | Tempo  |
| ------- | ------------------ | ------- | ------ |
| Oro     | Ermias Mehrteab    | Eritrea | 41'20" |
| Argento | Kiflom Sium        | Eritrea | 41'54" |
| Bronzo  | Juan Carlos Carera | Messico | 43'13" |
| 4       | Ercan Muslu        | Turchia | 43'38" |
| 5       | Selmani Abis       | Turchia | 43'40" |
| 6       | Debesay Tsiege     | Eritrea | 43'48" |
| 7       | Mahmut Oruclu      | Turchia | 45'24" |
| 8       | Andrei Sergeev     | Russia  | 46'14" |
| 9       | Maxime Fico        | Francia | 46'18" |
| 10      | Alessandro Martino | Italia  | 46'23" |

Squadre
| Pos.    | Squadra | Punti |
| ------- | ------- | ----- |
| Oro     | Eritrea | 9     |
| Argento | Turchia | 16    |
| Bronzo  | Italia  | 40    |

## Donne Seniores
Individuale
| Pos.    | Atleta            | Nazione     | Tempo  |
| ------- | ----------------- | ----------- | ------ |
| Oro     | Andrea Mayr       | Austria     | 47'11" |
| Argento | Martina Strähl    | Svizzera    | 47'29" |
| Bronzo  | Isabelle Guillot  | Francia     | 47'43" |
| 4       | Anita Evertsen-H. | Norvegia    | 48'47" |
| 5       | Vittoria Salvini  | Italia      | 49'19" |
| 6       | Yolanda Fernandez | Colombia    | 49'29" |
| 7       | Anna Pichrotva    | Rep. Ceca   | 49'37" |
| 8       | Kirsten Melkevik  | Norvegia    | 49'47" |
| 9       | Nicole Hunt       | Stati Uniti | 50'13" |
| 10      | Rachael Dobbs     | Stati Uniti | 50'24" |

Squadre
| Pos.    | Squadra     | Punti |
| ------- | ----------- | ----- |
| Oro     | Stati Uniti | 35    |
| Argento | Rep. Ceca   | 38    |
| Bronzo  | Italia      | 48    |

## Donne Juniores
Individuale
| Pos.    | Atleta             | Nazione       | Tempo  |
| ------- | ------------------ | ------------- | ------ |
| Oro     | Katarina Beresova  | Slovacchia    | 21'08" |
| Argento | Natalia Leontyeva  | Russia        | 22'45" |
| Bronzo  | Janna Vokueva      | Russia        | 22'50" |
| 4       | Alice Gaggi        | Italia        | 23'07" |
| 5       | Natalia Nemkina    | Russia        | 23'31" |
| 6       | Esra Gullu         | Turchia       | 23'37" |
| 7       | Barbara Suchankova | Slovacchia    | 23'45" |
| 8       | Nicole Rogal       | Nuova Zelanda | 24'02" |
| 9       | Dilek Cimenkaya    | Turchia       | 24'08" |
| 10      | Anita Baierl       | Austria       | 24'15" |

Squadre
| Pos.    | Squadra    | Punti |
| ------- | ---------- | ----- |
| Oro     | Russia     | 5     |
| Argento | Slovacchia | 8     |
| Bronzo  | Turchia    | 15    |

## Medagliere
| Posizione | Paese         | Oro | Argento | Bronzo | Totale |
| --------- | ------------- | --- | ------- | ------ | ------ |
| 1         | Eritrea       | 3   | 1       | 1      | 5      |
| 2         | Russia        | 1   | 1       | 1      | 3      |
| 3         | Slovacchia    | 1   | 1       | 0      | 2      |
| 4         | Austria       | 1   | 0       | 0      | 1      |
| 4         | Stati Uniti   | 1   | 0       | 0      | 1      |
| 4         | Colombia      | 1   | 0       | 0      | 1      |
| 7         | Italia        | 0   | 1       | 2      | 3      |
| 7         | Turchia       | 0   | 1       | 2      | 3      |
| 9         | Nuova Zelanda | 0   | 1       | 0      | 1      |
| 9         | Rep. Ceca     | 0   | 1       | 0      | 1      |
| 9         | Svizzera      | 0   | 1       | 0      | 1      |
| 12        | Francia       | 0   | 0       | 1      | 1      |
| 12        | Messico       | 0   | 0       | 1      | 1      |